# にかほ警察署
にかほ警察署（にかほけいさつしょ）は、秋田県にかほ市にあった秋田県警察の警察署。2019年4月1日、由利本荘警察署に統合され、にかほ幹部交番に組織変更された。

## 管轄していた区域
- にかほ市

## 所在地
- 秋田県にかほ市象潟町字入道島15-8

## 沿革
- 1875年（明治8年）：秋田警察署第1出張所第3屯所塩越分屯所として発足
- 1877年（明治10年）：秋田警察署塩越分署に改称
- 1878年（明治11年）：本荘警察署塩越分署に改称
- 1896年（明治29年）：本荘警察署象潟分署に改称
- 1926年（大正15年）：象潟警察署に昇格
- 1948年（昭和23年）：警察法の施行により、象潟、金浦、仁賀保の3町に各自治体警察署を設置、郡部には由利地区署を設置
- 1951年（昭和26年）：3町の自治体署を廃止して象潟地区署を設置
- 1954年（昭和29年）：警察法改正により自治体警察署を廃止し、象潟警察署に改称
- 1974年（昭和49年）5月8日：入道島に移転[1]
- 2005年（平成17年）10月1日：象潟、金浦、仁賀保の3町が合併して、にかほ市が発足したことにともない、にかほ警察署に改称[2]
- 2019年（平成31年）4月1日:由利本荘警察署に統合され、にかほ幹部交番に改組[3]

## 所管した駐在所
- 小砂川駐在所
- 金浦駐在所
- 仁賀保駐在所
- 仁賀保南駐在所